# Trutkobbarna, Kyrkslätt
Trutkobbarna är öar i Finland. De ligger i Finska viken och i kommunen Kyrkslätt i landskapet Nyland, i den södra delen av landet. Öarna ligger omkring 37 kilometer sydväst om Helsingfors.
Arean för den av öarna koordinaterna pekar på är 2,1 hektar och dess största längd är 220 meter i sydväst-nordöstlig riktning.